# 람푼 공항
람푼 공항(태국어: สนามบินเครือสหพัฒน์ ลำพูน, 영어: Lamphun Airport, ICAO: VTCO)은 사하 산업단지 내에 위치해 있다. 이 공항은 ICAO 권고사항을 충족하도록 설계되었으며, DOA의 승인을 받았다. 사하파타나 홀딩사가 운영하는 람푼 공항은 매파루앙 치앙마이 국제공항 36번 활주로의 연장 중심선에서 남쪽으로 20km(12mi) 떨어져 있다.